# 姜希猛
姜希猛（1967年1月—），内蒙古包头人，汉族，中华人民共和国政治人物，中国致公党党员，第十三届全国人民代表大会四川地区代表。

## 生平
2018年2月24日，当选为第十三届全国人大代表。